# Općina Žirovnica
Općina Žirovnica (slo.:Občina Žirovnica) je općina na sjeverozapadu Slovenije u pokrajini Gorenjskoj i statističkoj regiji Gorenjskoj. Središte općine je naselje Žirovnica s 550 stanovnika. 

## Zemljopis
Općina Žirovnica nalazi se na sjeverozapadu Slovenije, na granici s Austrijom. Općina se nalazi usred alpskog planinskog masiva, sjevernim dijelom općine pružaju se Karavanke, a južnim Julijske Alpe. U sredini se nalazi dolina Save Dolinke, koja je pogodna za život i gdje su smještena sva naselja općine.
U općini vlada umjereno kontinentalna klima. Glavni vodotok u općini je Sava Dolinka, koja ovdje teče srednjim dijelom toka, svi ostali manji vodotoci su njeni pritoci.

## Naselja u općini
Breg, Breznica, Doslovče, Moste, Rodine, Selo pri Žirovnici, Smokuč, Vrba, Zabreznica, Žirovnica

## Vanjske poveznice
- Službena stranica općine